# Gare de Porva-Csesznek
La gare de Porva-Csesznek (en hongrois : Porva-Csesznek vasútállomás) est une gare ferroviaire hongroise de la ligne 11 de Győr à Veszprém, située sur le territoire de la Localité de Csesznek dans le comitat Veszprém.
C'est une halte voyageurs de la Magyar Államvasutak (MÁV) desservie par des trains locaux.

## Situation ferroviaire
Établie à 342 mètres d'altitude, la gare de Porva-Csesznek est située au point kilométrique (PK) 50 de la ligne 11 de Győr à Veszprém (voie unique), entre les gares de Vinye et de Zirc.

## Service des voyageurs

### Accueil
Halte MÁV, c'est un point d'arrêt non géré (PANG) à accès libre.

### Desserte
Porva-Csesznek est desservie par des trains omnibus de ligne 11 de la MÁV.